# الدورة المزدوجة
الدورة المزدوجة الداخلية الدولية (بالصينية المبسطة: 国内国际双循环) هي إستراتيجية لإعادة توجيه الاقتصاد الصيني بإعطاء الأولوية للاستهلاك الداخلي (الدورة الداخلية) إلى جانب إبقاء الباب مفتوحًا للتجارة والاستثمار الدوليين (الدورة الخارجية). قدمت أول دراسة أكاديمية حول هذه الاستراتيجية التعريف التالي لها: «إعادة التوزان الاقتصادي المبني على الاستهلاك الداخلي لتحقيق النمو الاقتصادي المستدام».
قدمت اللجنة الدائمة للمكتب السياسي في الحزب الشيوعي الصيني هذه السياسة الاقتصادية في 14 مايو 2020 وراجعها الأمين العام للحزب شي جن بينج للتركيز على الاستهلاك الداخلي. تتضمن هذه السياسة توسيع الطلب الداخلي، والتركيز على السوق الداخلية، وتطوير قدرات البلاد على الابتكار، وخفض الاعتماد على الأسواق الخارجية، كل هذا إلى جانب إبقاء البلاد مفتوحة أمام التجارة الخارجية.